# 계란찜
계란찜(문화어: 닭알두부)은 달걀을 쪄서 만드는 한국의 찜 요리이다. 커스터드와 같은 질감의 반찬으로, 새우젓이나 명란젓, 소금으로 간을 하고 파와 볶은 참깨를 위에 뿌려 마무리한다. 이상적인 계란찜은 가볍고 부드러운 식감을 가진다.

## 조리법 및 종류
계란찜을 조리하는 방법은 여러 가지가 있다. 찌거나, 중탕으로 익히거나, 약한 불에서 뚝배기에 끓여 만들 수 있다. 빠른 조리를 위해 전자레인지를 사용하기도 한다.
달걀을 체에 내린 후 물과 함께 크림처럼 완전히 섞일 때까지 저어준다. 때로는 더 풍부한 맛을 위해 물 대신 다시마나 멸치 육수를 사용하기도 한다. 버섯, 완두콩, 양파, 애호박, 당근 등 다양한 채소를 넣어 독특한 맛을 낼 수도 있다. 새우젓, 명란젓 또는 소금으로 간을 하며, 필요에 따라 후추를 더하기도 한다. 내오기 전에는 다진 파나 쑥갓, 고춧가루 또는 실고추, 볶은 참깨를 위에 뿌려 마무리한다.

## 같이 보기
- 자완무시